# Estação Isolatorweg

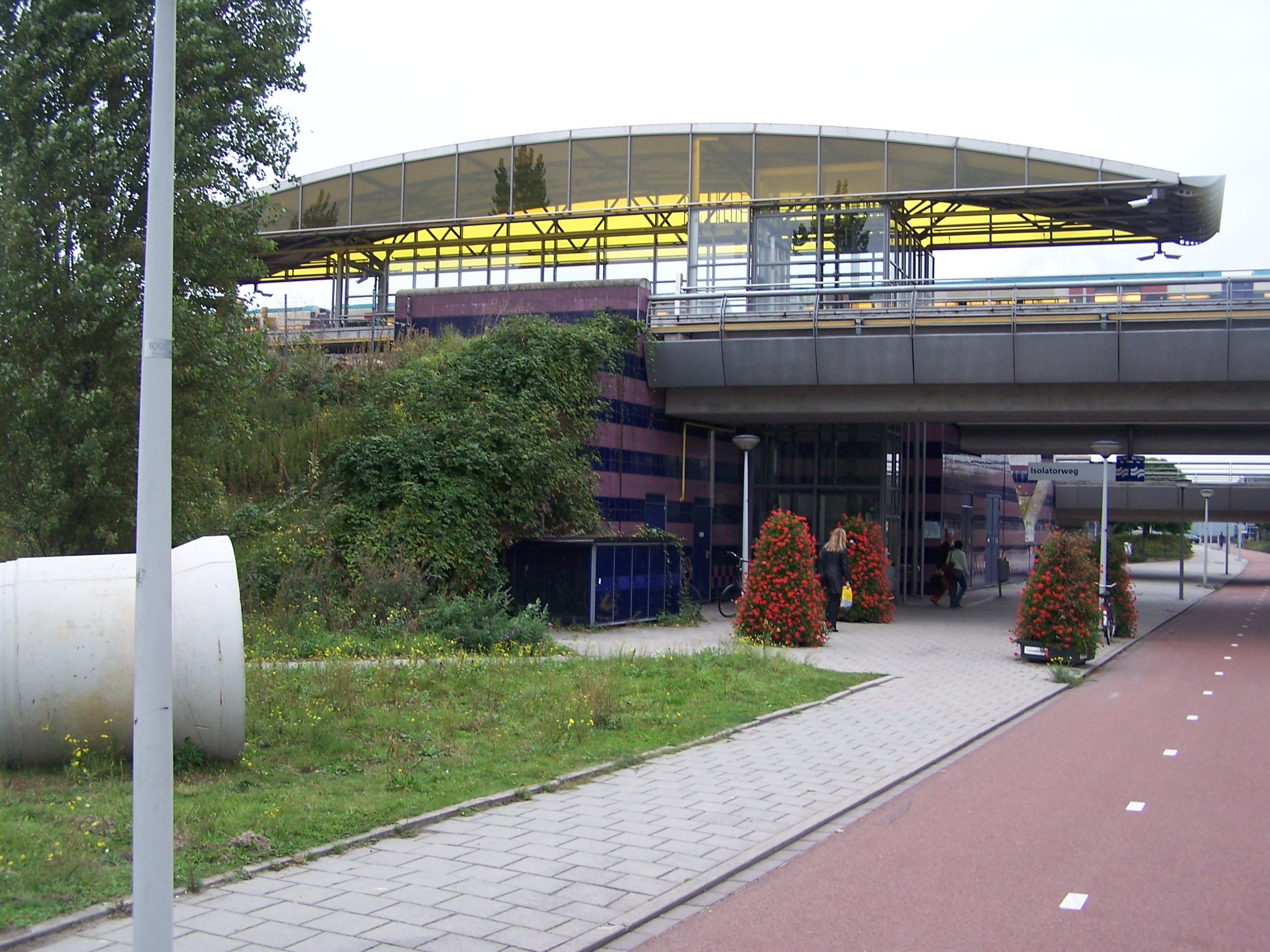
Vista exterior da estação de Isolatorweg.

Isolatorweg é uma das estações terminais da linha 50 do metro de Amsterdão, nos Países Baixos.